# Solnik
Solnik (259 m) – wzgórze w Krakowie, w Dzielnicy VIII Dębniki. Czasami nazywane jest Górką Kostrzewską. Ciągnie się od osiedla Kostrze w kierunku północno-wschodnim do Wisły. U jego południowo-wschodnich podnóży znajduje się osiedle Pychowice i ulica Tyniecka, u północno-zachodnich osiedle Bodzów. W podziale fizycznogeograficznym Polski znajduje się w mezoregionie Pomost Krakowski.
Wzgórze wznosi się około 60 m powyżej otaczających go terenów. Znajduje się na obszarze Bielańsko-Tynieckiego Parku Krajobrazowego i wchodzi w skład Uroczyska Kostrze. Zbudowane jest ze skał wapiennych i porośnięte lasem, w którym dominują jawor, klon pospolity, jesion wyniosły i sosna zwyczajna. Wzgórze pełni funkcję rekreacyjną dla mieszkańców miasta. Na jego rozległym grzbiecie jest duża łąka, której część porastają murawy kserotermiczne. Łąka ta jest dobrym punktem widokowym. Przy dobrej widoczności można z niej obserwować Beskidy, Gorce, Tatry i Pasmo Babiej Góry. Dla turystów wykonano oznakowane szlaki turystyczne, tablice informacyjne i ławki.
Na wschodniej części wzgórza znajdował się dawniej Kamieniołom w Bodzowie. Jego wyrobisko i okoliczne treny wzniesienia Solnik upodobali sobie motocrossowcy, w wyniku czego jest on rozjeźdżony. Wzgórze Solnik jest też startowiskiem paralotniarzy.
Wzgórze i położone w jego otoczeniu ulice Widłakowa, Tyniecka i Winnicka wchodziły w skład zbudowanej przez Austriaków Twierdzy Kraków. Na Solniku znajduje się należący do tej twierdzy fort międzypolowy artyleryjski 53 „Bodzów” oraz należące do niego Kawerna w Kostrzu i Kawerna w Bodzowie, które służyły jako magazyn amunicji.
Na wzgórzu Solnik Henryk Sienkiewicz umieścił w powieści Krzyżacy historię szarży Zbyszka z Bogdańca na krzyżackiego posła.